# Jüdischer Friedhof (Erle)

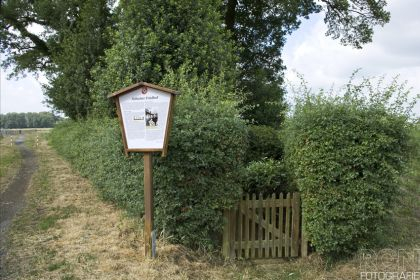
Infotafel und Eingang zum jüdischen Friedhof in Erle

Der Jüdische Friedhof Erle befindet sich in Erle, einem Dorf in der Gemeinde Raesfeld im Kreis Borken (Nordrhein-Westfalen).
Der 237 m² große Friedhof liegt an der Schermbecker Straße Ecke Westerholten, ca. 700 m südlich von St. Silvester Erle, dem Ortsmittelpunkt.

## Geschichte
Auf diesem Friedhof bestattete in der Zeit von 1872 bis 1933 ausschließlich die Familie Cahn ihre Toten. Die historischen Grabsteine sind nicht mehr erhalten, eine Gedenktafel erinnert an die Familie Cahn.
Diese erwarb das, wie damals üblich, vom Dorfkern etwas abseits gelegene, dreieckige Grundstück im Jahr 1842. Von 1843 bis zum Jahr 1933 wurden hier elf Angehörige der Familie Cahn beerdigt. In der NS-Zeit wurde dieser kleine Friedhof weder geschändet noch zerstört und befindet sich noch weitgehend im originalen Zustand.
1938 gelangte das Grundstück in Privatbesitz und wurde von der damaligen Gemeinde Erle 1963 käuflich erworben. Seitdem wird der Friedhof durch Mitarbeiter der Gemeinde (ab 1975 Gemeinde Raesfeld) gepflegt. Heute findet man unter den hohen Eichen eine schlichte, schwarze Marmorgrabplatte. Sie ist vertikal auf einem kleinen Podest angeordnet und auf ihr ist der Davidstern und der Text „Ruhestätte Familie Cahn“ eingemeißelt. Links und rechts neben diesem Grabdenkmal liegen jeweils zwei, der jüdischen Tradition entsprechend schlicht gehaltene und ungekennzeichnete und undatierte Gräber. Es ist nicht überliefert, wer genau von der Familie Cahn wann darin bestattet wurde.
Das jüdische Dorfleben in Erle beschränkte sich, soweit bekannt, auf das der Familie Cahn. Das in Westfalen und im Münsterland speziell, im Gegensatz zum Rheinland, relativ wenige jüdische Familien lebten lag u. a. an der im Zusammenhang mit der Pest stehenden europaweiten Judenverfolgung 1348–1352 und der Niederschlagung des Wiedertäufertums 1535 und den darauffolgenden antisemitischen Gesetzen. Einige wenige Juden verblieben hier im Untergrund und begaben sich unter den Schutz einiger heimischer Adelshäuser.
Im Jahr 1824 siedelte sich das jüdische Ehepaar Moises Herz und Sophia Cohen in Erle an. Später nahm die Familie dann den Nachnamen Cahn an, eine Variante des Familiennamens Cohen. Der Erler Heimatforscher Heinrich Lammersmann berichtete aus den Erinnerungen seines Großvaters, das ein gewisser Herz Cahn 1872 in Erle bei Lösch- und Rettungsarbeiten bei dem Brand der Häuser Wolberg, Heidermann und Böckenhoff ums Leben gekommen ist. Hierbei handelt es sich mit großer Wahrscheinlichkeit um den Sohn von Moises und Sophia Cahn. Der Enkel, Levi Cahn und seine Frau Caroline wohnten um 1930 herum mitten im Dorf. Das Haus ist trotz des verheerenden Bombenangriffs auf das Dorf im Zweiten Weltkrieg erhalten geblieben und steht auch heute noch. Es ist das Haus hinter dem Erler Café, das durch den Neubau der alten Lotto-Annahmestelle verdeckt wird.
Levi und Caroline Cahn hatten zusammen zwei Töchter, Else (geb. 1904) und Erna. Aus erster Ehe stammte die älteste Tochter Adele. Weiterhin wohnten noch Emma und Jettchen Cahn, die beiden unverheirateten Schwestern in ihren Jugendjahren in Erle bei ihrer Familie. Die Familie Cahn führte ein kleines Textil- und Kurzwarenladengeschäft, in dem es auch Süßigkeiten zu kaufen gab und waren im Dorfleben ganz normal und fest integriert. Trotz all dem war die Zeit des Nationalsozialismus für die Familie Cahn auch in Erle eine Zeit der Gefahr und des Versteckens.

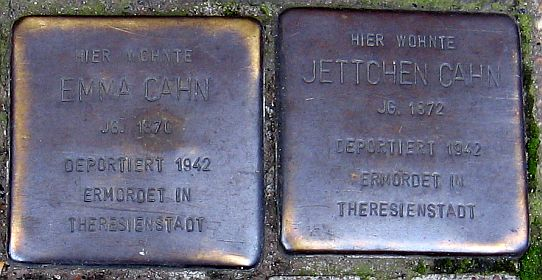
Stolpersteine zum Gedenken an Emma und Jettchen Cahn aus Erle

1921 heiratete Adele und zog danach aus Erle fort. Sie überlebte den Nationalsozialismus versteckt am Niederrhein (Region). 1933 starb der Familienpatriarch Levi Cahn. Die Tochter Erna heiratete und wanderte mit ihrem Mann nach Südafrika aus. Im selben Jahr heiratete auch Else Cahn Hugo Schönbach und zog zu ihm ins Nachbardorf Schermbeck. Sie nahm ihre mittlerweile pflegebedürftige Mutter zur Pflege zu sich. 1940 verkaufte die Familie dann ihr Haus in Erle. Else und Hugo bekamen kurz danach ihr Kind Mirijam. Die kleine Familie wurde am 11. Dezember 1941 nach Riga deportiert und dort verliert sich ihre Spur endgültig. Mit an Sicherheit grenzender Wahrscheinlichkeit sind Else, Hugo und die kleine Mirijam dort oder in einem KZ ermordet worden. Die beiden unverheirateten Schwestern von Levi Cahn, Emma und Jettchen, sind nach Essen-Borbeck gezogen und wurden am 21. Januar 1942 zuerst nach ins KZ Theresienstadt und dann am 21. September 1942 ins KZ Treblinka deportiert, wo sie ermordet wurden.
Stellvertretend für die Familie Cahn ist in Erle eine Straße nach Else Cahn benannt worden, der Else-Cahn-Weg – ein bescheidenes Zeichen dafür, dass die Familie Cahn einmal zu den Erlern gehörte, aber auch ein ständiges Mahnmal gegen das Vergessen.
Der Kölner Bildhauer Gunter Demnig erinnert mit seinem bundesweiten Projekt Stolpersteine an jüdische Mitbürger, die in der NS-Zeit aus ihren Häusern heraus verschleppt und ermordet wurden. An die beiden Erler Emma und Jettchen Cahn erinnern solche Stolpersteine vor ihrem letzten Wohnsitz in Essen-Borbeck.